# 新南威爾斯立法委員會
新南威爾斯立法委员会（英語：New South Wales Legislative Council）是澳大利亚新南威爾斯州議會的上議院，與其對應的下議院是新南威尔士立法议会。正常情況下，新制定的法律會先在立法议会審議及頒布，然後才在立法委员会作例行審議。立法局有42名成員，以整個新南威爾斯作當一選區用比例代表制選出，任期8年；每4年就會交替選出一半議員——與立法议会選舉同時進行。